# トグルボルト

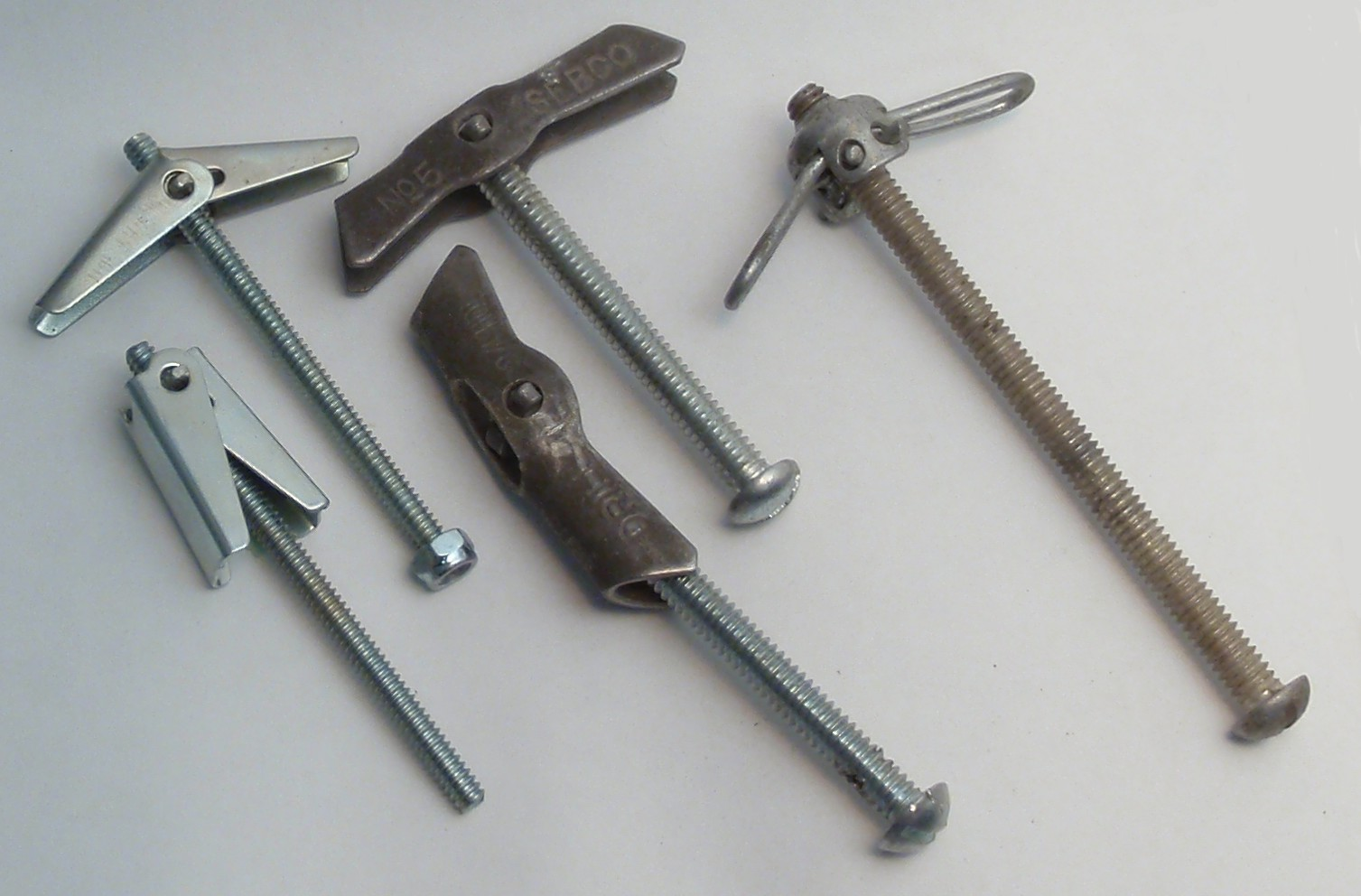
種類あるトグルボルトの羽を閉じた状態や開いた状態

トグルボルト（英語: toggle bolt、別名：バラフライアンカー、英語: butterfly anchor）とは石膏ボードのような中空壁に物を掛けるために使われる留め金具である。
留め金具を確実に留めるために中空壁の中で開くことでバランスを取っている羽がある。
この羽は結合しているボルトと比べて遥かに大きいため、大きな面積で固定物の重量を拡散するため、普通のボルトと比べて固定物の許容重量が大きい。